# Eutatus pascuali
Eutatus pascuali es una especie extinta del género Eutatus, de la familia Chlamyphoridae. Este armadillo gigante habitó en el centro-sur de América del Sur desde el Pleistoceno inferior (2 Ma) hasta el Pleistoceno medio (0,5 Ma). El registro de sus restos fósiles se limita a la Argentina.
Vivió durante las edades-mamífero sudamericanas: Marplatense (subedades Sanandresense y Vorohuensense), y Ensenadense.

## Características generales y hábitos
Esta especie tenía una apariencia similar al viviente tatú carreta, con el que posiblemente estaba relacionada. 
El escudo pélvico, en su sector centro-anterior, presenta osteodermos que muestran una figura central ancha rodeada anterior y lateralmente de figuras periféricas. En la cara expuesta, entre las figuras periféricas y la figura central, se disponen generalmente de 5 a 6 forámenes pilíferos, como finas puntuaciones. 
Poseía un cráneo muy alargado con un escudete de placas óseas conocido como escudete cefálico. Se alimentaba de larvas, caracoles, huevos de aves, carne en descomposición, y tallos. Dorsalmente estaba defendido por una robusta coraza dorsal. Sus patas eran robustas, cortas, armadas con enormes garras, con las cuales cavaba grandes galerías subterráneas, con amplias cámaras donde paría y alimentaba a sus crías.

### Ejemplares exhumados
Sus restos fueron exhumados en la provincia de Buenos Aires, Argentina, en los acantilados frente a playa Bristol de Mar del Plata, y en las toscas del Río de la Plata que enfrentan a la costa de la ciudad de Buenos Aires, y alrededores.
Sus restos son conservados, entre otros, en los siguientes museos:
- Colección Henning, Museo Florentino y Carlos Ameghino (IFG) Santa Fe, Argentina;
- División Paleontología Vertebrados, Museo de La Plata (MLP), La Plata, Buenos Aires, Argentina;
- Sección Paleontología de Vertebrados, Museo Argentino de Ciencias Naturales “Bernardino Rivadavia” (MACN) Buenos Aires, Argentina;
- Museo Municipal de Ciencias Naturales "Lorenzo Scaglia" (MMP) Mar del Plata, Buenos Aires, Argentina;
- Colección Botet, Museo Municipal de Valencia (MPV) Valencia, España.

## Taxonomía
Esta especie fue descrita originalmente en el año 2009 por los paleontólogos C. M. Krmpotic, A. A. Carlini, y G. J. Scillato-Yané. El holotipo es el MMP: S-171, y se encuentra depositado en el Museo de Ciencias Naturales de Mar del Plata “Lorenzo Scaglia” (MMP), de Mar del Plata, Argentina.